# Clube Atlético Carlos Renaux
O Clube Atlético Carlos Renaux, ou simplesmente Carlos Renaux, é um clube de futebol brasileiro da cidade de Brusque, em Santa Catarina. Conhecido como o "Vovô do Futebol Catarinense", suas cores oficiais são o azul, o vermelho e o branco. Seus maiores rivais são o Paysandú e o Brusque. 
A maioria dos torcedores do clube é composta de descendentes de italianos, enquanto seu rival Paysandú tem em sua maioria alemães.

## História

### Fundação
Foi fundado em 14 de setembro de 1913 sob o nome de Sport Club Brusquense por Arthur Olinger e Guilherme Diegoli. Olinger trabalhava num curtume em Novo Hamburgo e Diegoli construía vagões em Paranaguá. Entretanto, ambos decidiram retornar para Brusque. Realizaram uma partida contra o Clube Caça e Tiro Araújo Brusque, e após o jogo se organizaram. Assim surge o primeiro clube profissional de futebol de Santa Catarina. O primeiro presidente foi Guilherme Fernandes. 
A primeira partida oficial do clube foi um empate em 0 a 0 contra o Tijuquense em 22 de agosto de 1914. O primeiro gol da história foi marcado por Willie Rish numa vitória de 1 a 0 sobre o Itajaí Futebol Clube.

### Primeiros anos
O Sport Clube Brusquense teve sua primeira temporada no Campeonato Catarinense de Futebol em 1929, disputando a Zona Blumenau/Brusque. Em partida única, contra o Brasil de Blumenau, a equipe foi goleada por 10 a 2 e foi eliminada da competição.
Em 1930, o Brusquense voltaria a disputar o Campeonato Catarinense, que seria disputado entre outros três clubes: o Avaí, o Brasil de Tijucas e o Marcílio Dias. O clube se classificou direto para as semifinais, pegando o vencedor do jogo entre Brasil de Tijucas e Marcílio Dias. Este segundo venceu a partida por 1 a 0, ficando definido então o adversário do Brusquense. A partida foi realizada no dia 11 de janeiro de 1931; o Marcílio Dias venceu por 3 a 1 e o Brusquense foi mais uma vez eliminado em sua primeira partida. Ainda em 1930, o clube conquistaria a Taça Telephonica Catharinense.
De 1923 até 1931, o clube alugava o campo da Sociedade Esportiva Bandeirante , outro clube da cidade, para mandar seus jogos, pois não possuía um estádio próprio. O Estádio Augusto Bauer só foi inaugurado em 7 de junho de 1931, em uma derrota de 1 a 0 para o Marcílio Dias. Entre os anos 1950 e 1960, foram construídas arquibancadas, um aterro, o campo foi ampliado, o alambrado e um sistema de refletores. Foi o primeiro time catarinense a possuir alambrado e iluminação em seu estádio próprio.
O clube dedicou-se também a grandes eventos sociais, bailes, teatros, festas juninas, tricolor-mini-copa, além do vôlei, basquete, bolão, bocha e atletismo.

### Mudança de nome
Em 1944, um decreto de lei federal vedou qualquer clube ter denominação relacionada a países, estados, municípios e regiões em decorrência da Segunda Guerra Mundial. Muitos clubes foram afetados com essa resolução, incluindo o Palestra Itália de São Paulo, que mudou o seu nome para Sociedade Esportiva Palmeiras, e o próprio Brusquense, que por possuir o nome relacionado à cidade de Brusque, teria que alterar o seu nome. Com isso o clube passou a se chamar Clube Atlético Carlos Renaux em 19 de março de 1944.

### Campeão catarinense
O ano de 1950 ficou marcado para o torcedor do Carlos Renaux pelo primeiro título do Campeonato Catarinense em cima do Figueirense; os dois jogos, um em Brusque e outro em Florianópolis, foram vencidos pelo Carlos Renaux por 1 a 0. 

### Campeão invicto
1953 também foi marcante para o torcedor tricolor. Em 13 de janeiro de 1953, durante as festividades de inauguração da sua arquibancada social, o Carlos Renaux convidou o Flamengo para disputar um amistoso. O jogo terminou 3 a 0 para o Rubro-Negro carioca. No Campeonato Catarinense de Futebol de 1953, na fase qualificatória contra o União de Ibirama, os brusquenses aplicaram duas goleadas históricas: 9 a 3 e 7 a 2. Nas quartas de final, outra goleada: 7 a 1 no Cruzeiro de Joaçaba. O placar elástico fez com que a equipe do Cruzeiro decidisse não comparecer ao jogo de volta. Nas semifinais, foi aplicado um 6 a 2 sobre o Baependi de Jaraguá do Sul, e com um 2 a 0 no jogo de volta, a equipe se classificou para a final, que foi contra o América de Joinville. Após duas vitórias apertadas (4 a 3 e 3 a 2), o Carlos Renaux conquistou o título de forma invicta pela primeira vez em sua história, tornando-se bicampeão catarinense.

### Vitória sobre a Seleção Gaúcha
Outro grande acontecimento ocorreu no dia 22 de janeiro de 1954: a vitória sobre a forte Seleção Gaúcha de Futebol, então atual campeã brasileira de seleções. A própria Federação Catarinense de Futebol reconhece oficialmente que esta partida foi a principal conquista de um time catarinense em todos os tempos, juntamente com a conquista da Copa do Brasil pelo Criciúma, em 1991. O clube foi o time convidado pela FCF para ir a Porto Alegre representar Santa Catarina. Toda a imprensa já noticiava uma vitória fácil da seleção gaúcha; foi uma surpresa então quando o Carlos Renaux venceu a partida por 2 a 1, com gols de Julinho Hildebrand e Otávio Bolognimi. Este jogo causou uma imensa repercussão a nível jornalístico em todo país.

### O maior jogo disputado em SC
Em 1958, ocorreu aquele que é considerado o maior jogo já disputado em solo catarinense. Com Garrincha, Nílton Santos, Zagallo, Quarentinha, Gérson e outros craques que eram base da Seleção Brasileira, treinados por João Saldanha, o Botafogo veio a Brusque enfrentar o Carlos Renaux. Com o Estádio Augusto Bauer completamente lotado, no primeiro tempo o Vovô disparou incríveis 5 a 1 de vantagem. No segundo tempo, com melhor preparo físico, os cariocas conseguiram empatar; o placar final foi 5 a 5. Este é considerado um dos grandes momentos da história do futebol catarinense. A delegação carioca, após o jogo, foi recepcionada para um jantar. Neste dia, à noite, haveria a convocação da Seleção Brasileira que viajaria à Suécia para a disputa da Copa do Mundo FIFA de 1958. O lateral Nílton Santos prometeu que, caso fosse convocado, nunca mais esqueceria os amigos feitos em Brusque, e até retornaria à cidade em outra ocasião. E foi justamente o que aconteceu: Nílton Santos foi convocado.

### Grandes jogos
Em 1978, o Carlos Renaux disputaria três amistosos contra três clubes grandes do Rio de Janeiro: Fluminense, Botafogo e Vasco da Gama, times que contam com muita torcida na região. Os jogos tornaram-se um acontecimento inesquecível até hoje lembrado pelos brusquenses. A iniciativa do presidente Arno Gracher e posteriormente Leonardo Loos trouxeram à cidade grandes nomes do futebol brasileiro, destacando Roberto Dinamite e Rivellino. As delegações dos clubes cariocas visitaram grandes empresas têxteis de Brusque, dentre as quais Buettner S/A. Em 1982, o Carlos Renaux realizou um amistoso contra a Seleção Uruguaia de Futebol, vencendo implacavelmente por 4 a 1.

### "O fantasma do futebol catarinense"
Para o Campeonato Catarinense de 1976, a diretoria contratou o técnico Joel Castro Flores, que foi buscar jogadores em times do eixo Rio-São Paulo. Foram considerados destaques Paulo Garça e Monga. Sem maiores pretensões, a equipe começou de forma regular o campeonato e foi crescendo consideravelmente no decorrer da competição, onde acabou vencendo dentro do Estádio Augusto Bauer os grandes times catarinenses. Empolgada pela grande campanha, a torcida do Carlos Renaux começou a lotar as arquibancadas nos jogos em casa para apoiar o time. 
A excelente campanha chamou atenção da mídia nacional. A Revista Placar, a mais lida publicação esportiva do país na época, mandou repórteres à Brusque para uma reportagem especial. E o clube assim ganhou quatro páginas na Placar. "Carlos Renaux, o fantasma do futebol catarinense" foi a manchete. No sub-título os dizeres: "De um técnico incompreendido, um time em pedaços, e uma torcida desconfiada, surge a maior surpresa do futebol catarinense". Com uma campanha irretocável e ótimo aproveitamento, o clube qualificou-se para a decisão do Campeonato Catarinense de 1976 contra o Joinville. Quando já se preparava para decidir o título estadual, veio a notícia de que uma representação do Juventus de Rio do Sul, junto à Federação Catarinense de Futebol, alegando que um atleta do time brusquense estaria irregular, foi acatada. Com isso, o Juventus pegou o lugar do Carlos Renaux na grande final, que acabou ficando com a terceira colocação final no campeonato.

### Enchentes
Em 4 de agosto de 1984, houve-se uma grande enchente sobre a cidade de Brusque, causando danos imensos ao Estádio Augusto Bauer, obrigando o Carlos Renaux a licenciar-se do futebol profissional e do Campeonato Catarinense, onde disputava a primeira divisão. Retornou em 1985 e 1986 nas categorias de base. Em 1987 já sagrou-se campeão da Liga Brusquense de Futebol. Neste ano, já possuía a base para sua equipe profissional, que retornaria em 1988. Neste momento, em virtude da grande enchente que assolava Santa Catarina, o campeonato foi interrompido por 24 dias. Em 29 de agosto, o clube jogaria contra o Criciúma, mas, com seu estádio totalmente atingido pelas cheias, pediu licença na FCF, tendo assim a entidade considerando, para efeitos de tabela, derrota por W.O. em todos os seus últimos seis jogos.

### Licença e fusão
Em outubro de 1987, o clube fundiu-se com o seu maior rival, o Paysandú, para dar origem ao Brusque Futebol Clube. Durante o período que se integrou a esta associação, como também fez o Paysandú, manteve CGC, estatutos em vigor e retirou-se da parte esportiva, emprestando seu estádio para os jogos do clube. O Carlos Renaux sempre existiu durante este período, mantendo seu patrimônio, apenas não tinha representatividade. O mesmo aconteceu com o Paysandú.

### Fim da fusão
Em agosto de 1996, foi realizado um jogo entre veteranos do Carlos Renaux e Paysandú no Augusto Bauer, que terminou num empate em 2 a 2. O público de 4.500 pessoas lotou o estádio numa noite festiva para o futebol brusquense. Este jogo foi um dos grandes responsáveis por acender a chama nos corações de todos os torcedores dos dois clubes, pelo retorno destes à ativa. Ao final da partida, o público não deixava o estádio após o apito final, devido à tamanha emoção. Muitas pessoas choravam na arquibancada ao ouvirem o hino do clube e reverem o tradicional uniforme do Carlos Renaux de volta aos gramados.
Em 1997, era grande o apelo de torcedores para o retorno do Vovô. Neste ano, uma matéria do repórter Toni Nicolas Bado ganhou capa no jornal "Diário Brusquense" sob a manchete "Brusquenses querem a volta do Carlos Renaux!", despertando a partir dali o coração de torcedores e ex-dirigentes do clube. Dois mil adesivos com o distintivo do clube foram confeccionados e tiveram saída instantânea entre os torcedores que colavam os mesmos nos seus carros. O próximo passo foi um encontro informal de treze pessoas em 18 de março de 1997 na Sociedade Esportiva Bandeirante. Uma semana depois, novo encontro, o número de presentes duplica. Sete dias após, um terceiro encontro e o número triplica. Eis que em 8 de abril, também no Bandeirante, é aprovada a formalização de uma Comissão Provisória para representar o clube e tentar evitar o desejo do Brusque em vender o estádio, que já havia ido a leilão, que não pertencia ao mesmo, mas sim ao Carlos Renaux, conforme comprovavam as escrituras e demais documentos.
A comissão foi composta por: José Carlos Loos, Antônio Abelardo Bado, Aníbal Schulemberg, Toni Nicolas Bado, Abraão Souza e Silva, Augusto Diegolli, Rogério Wippel, Leonardo Loos, Klaus Peter Loos, Nilo Debrassi, Roberto Kormann e Jair Boetnner. Mais de 30 adeptos se integraram a comissão, entre eles, Nildo Teixeira de Mello, o Teixeirinha, maior craque de futebol catarinense.
Após gestões mal sucedidas, acúmulo de dívidas, depredação dos patrimônios, ameaças de penhora do estádio para pagamento de rifas não-entregues, e até mesmo um ex-dirigente do Brusque que tinha a intenção de vender os dois patrimônios para a especulação imobiliária, os dois clubes entraram com pedido de dissolução da fusão. O Brusque entrou na justiça, alegando que os patrimônios pertenciam a eles, mas perdeu em todas as instâncias, tendo que devolver os patrimônios aos seus verdadeiros donos. Em 3 de fevereiro de 1998, em assembleia geral, realizada nas dependências do Centro Esportivo Roland Renaux, os novos dirigentes foram eleitos e empossados, reconstituindo definitivamente o clube.

#### Retorno ao estádio
Em 2003, após vários anos perdidos com a briga judicial, o Carlos Renaux e o Paysandú puderam reaver legalmente seus patrimônios e iniciar suas reestruturações. O primeiro ato foi pintar totalmente o estádio nas tradicionais cores do clube, azul, vermelha e branco, e colocar a bandeira do Carlos Renaux no alto do topo das torres de refletores. Os estádios voltaram das mãos do Brusque totalmente depredados, com até mesmo interruptores de luz e maçanetas das portas desaparecidas. Diversos troféus do clube e documentos foram jogados fora, alguns no rio por dirigentes do Brusque, e desapareceram. Neste ano, o "Tricolor do Vale" voltou ao futebol, disputando o Campeonato Regional da Liga Brusquense, com 12 equipes, e dois clássicos com o Paysandú puderam novamente serem disputados, os quais terminaram em 3 a 1 e 2 a 1 para o Paysandú.

#### Volta ao futebol profissional
No ano seguinte, 2004, o Carlos Renaux passou a alugar o seu estádio para o Brusque poder continuar as suas atividades, já que este não possui patrimônio próprio. Retornou às competições oficiais disputando a segunda divisão catarinense. O presidente Jair Vargas, o diretor de futebol Toni Bado e o gerente de futebol Rudney Schulemburg, montaram uma equipe prestigiando jogadores da região de Brusque, como era o plano da diretoria entre os quais destacam-se Fabiano Appel, Clésio, Graciel, Claudecir, Chimbica e Edgar. Obteve o quinto lugar entre os 12 participantes, sagrando-se campeão o Juventus de Jaraguá do Sul. 
A cidade pôde novamente matar a saudade de ver um clássico municipal. Já na primeira rodada da competição a tabela previa o clássico contra o Brusque. Com 5 mil espectadores lotando o Estádio Augusto Bauer, a partida transcorreu muito movimentada. O que era o inesperado aconteceu: o Carlos Renaux, mesmo com um plantel mais barato do que o rival, dominou amplamente a partida, para surpresa dos presentes no estádio, tendo várias chances reais de gol. A busca pelo gol deu resultado, pois acuado, o Brusque acabou cometendo pênalti. Torcedores estavam apreensivos com a chance de gritar gol após muitos anos, mas o centroavante do time atirou a bola por cima e perdeu a oportunidade. O jogo terminou com o revés de 1 a 0.

### Parceria com empresário português
Em 2006, um empresário português, Carlos Andrade, conseguiu iludir a diretoria do clube, prometendo uma gestão profissional. Fez um contrato longo e deixou dívidas enormes. O próprio desapareceu e ninguém sabe seu paradeiro. Até mesmo o clube foi renomeado para "Sport Clube Brusquense". Este empresário sublocou o Estádio Augusto Bauer ao Brusque por 5 anos, com direito total de uso do estádio. Até a secretaria do Brusque voltou para o Augusto Bauer. Quando o contrato estava por vencer, ao final de 2011, o Carlos Renaux foi surpreendido com uma liminar que corria em segredo de justiça, permitindo que a cessão do estádio continuasse ao outro clube. Mais uma vez o retorno das atividades foi prejudicado. O clube, então, entrou na justiça para derrubar esta liminar, enquanto continuava a pagar suas dívidas e planejar seu retorno. Apenas no final de 2012, a liminar foi retirada e o Carlos Renaux reativou amplamente suas categorias de base, onde treinam mais de 300 jovens atualmente, proporcionando atividades esportivas e sociais para centenas de crianças, jovens e adolescentes, revelando jogadores para clubes da região. Além disso, o futebol feminino, futebol de veteranos, futebol amador e futebol de sete foram reativados no clube. O clube passou a disputar torneios da ACEF, com suas categorias de base e o campeonato brusquense amador.

### Reforma geral no Estádio Augusto Bauer
Em 2013, por ocasião da chegada do Centenário, a diretoria do Brusque, junto com a Havan e patrocínios com empresas da cidade, realizou diversas melhorias no estádio. A soma total investida na modernização do patrimônio passou de R$ 400 mil reais. Foram colocados novos alambrados, gramado, cadeiras sociais, cabines de rádio, refletores,  cobertura da arquibancada, vestiários, para-raios, drenagem pluvial e bancos de reservas, nos padrões exigidos pela CBF.

### Atualidade
Atualmente o clube reativou amplamente suas categorias de base, onde treinam mais de 300 jovens, futebol feminino, futebol-sete e veteranos proporcionando atividades esportivas e sociais para centenas de crianças, jovens e adolescentes, revelando jogadores para clubes da região. Desde 2011, voltou a disputar o Campeonato Regional de Futebol, além de disputar diversas competições e torneios nas categorias dente de leite, mirim, infantil, juvenil e juniores.

## Estádio
O estádio do clube tem o nome de Estádio Augusto Bauer. Foi inaugurado no dia 7 de junho de 1931, em uma partida amistosa entre o clube mandante, Carlos Renaux e o visitante Marcílio Dias, a partida terminou com uma derrota do time da casa por 1 a 0. O estádio foi ampliado entre os anos 1950 e 1960, com a inclusão de novas arquibancadas, um campo de futebol maior, um aterro e holofotes.

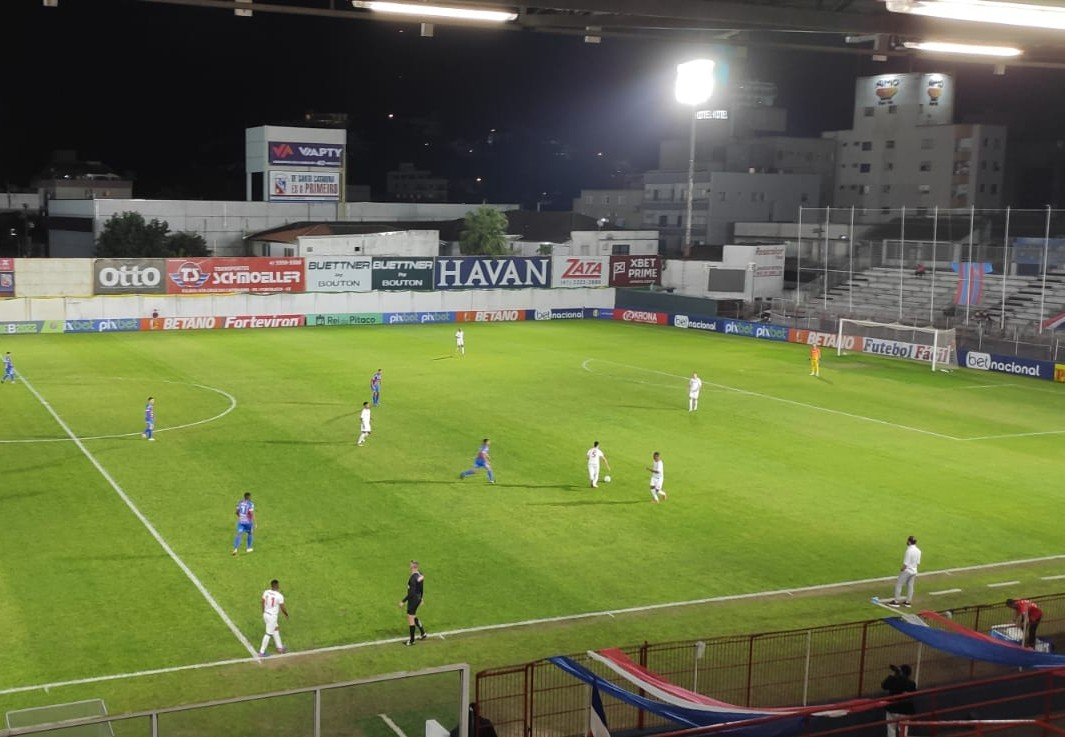
Estádio Augusto Bauer.

## Títulos
Campeão Invicto
| ESTADUAIS           | ESTADUAIS                        | ESTADUAIS           | ESTADUAIS                          |
|                     | Competição                       | Títulos             | Temporadas                         |
|                     | Campeonato Catarinense           | 2                   | 1950, 1953                         |
| REGIONAIS ESTADUAIS | REGIONAIS ESTADUAIS              | REGIONAIS ESTADUAIS | REGIONAIS ESTADUAIS                |
|                     | Competição                       | Títulos             | Temporadas                         |
|                     | Campeonato do Vale do Itajaí     | 5                   | 1922, 1941, 1942, 1943, 1945       |
|                     | Torneio Início do Vale do Itajaí | 3                   | 1940, 1941, 1943                   |
| MUNICIPAIS          | MUNICIPAIS                       | MUNICIPAIS          | MUNICIPAIS                         |
|                     | Competição                       | Títulos             | Temporadas                         |
|                     | Campeonato Blumenauense          | 5                   | 1950, 1952, 1953, 1954, 1958       |
|                     | Campeonato Brusquense            | 6                   | 1959, 1960, 1961, 1962, 1963, 1987 |
|                     | Torneio Início de Blumenau       | 4                   | 1951, 1952, 1954, 1957             |
|                     | Torneio Início de Brusque        | 1                   | 1959                               |
| ------------------- | -------------------------------- | ------------------- | ---------------------------------- |

| TORNEIOS AMISTOSOS | TORNEIOS AMISTOSOS                  | TORNEIOS AMISTOSOS | TORNEIOS AMISTOSOS |
|                    | Competição                          | Títulos            | Temporadas         |
|                    | Taça Telephonica Catharinense       | 1                  | 1930               |
|                    | Torneio Relâmpago do Vale do Itajaí | 2                  | 1940, 1941         |
|                    | Torneio Relâmpago Itajaí - Brusque  | 1                  | 1950               |
|                    | Torneio Extra Itajaí - Brusque      | 1                  | 1950               |
|                    | Torneio Quadragular de Joinville    | 1                  | 1952               |
| Santa Catarina     | Torneio Norte - Sul                 | 1                  | 1954               |
|                    | Torneio Extra Ministro José Galotti | 1                  | 1954               |
|                    | Torneio Annie Bauer                 | 1                  | 1967               |
|                    | Troféu Sociedade Esportiva Floresta | 1                  | 1978               |
| ------------------ | ----------------------------------- | ------------------ | ------------------ |

### Campanhas de Destaque
Vice-Campeão Catarinense: 1952, 1957 e 1958. 

## Jogadores/treinadores notáveis e ídolos
Legenda:
 Jogadores/Treinadores que só jogaram/treinaram pelo Carlos Renaux
 Jogadores/Treinadores que, no Brasil, só jogaram/treinaram pelo Carlos Renaux
 Jogadores/Treinadores que, em Santa Catarina, só jogaram/treinaram pelo Carlos Renaux
 Grande Ídolo
Arno Mosimann, Bragança, Joceli dos Santos, Jurandir, Ronaldo
Afonsinho, Sardo, Ivo Willrich, Bob, Lico, Ricardo Hoffmann, Veneza, Merísio
Bologmini, Badinho, Pereirinha, Forró (anos 80), Messias, Helio Olinger
Petruscky, Joyne, Aderbhal Schaefer, Teixeirinha, Julinho Hildebrand, Paulo Garça,

Joel Castro Flores, Juares Vilella, 